# حسین حسینی (بازیکن فوتبال، زاده ۱۳۶۷)
حسین حسینی (زاده ۹ شهریور ۱۳۶۷) بازیکن فوتبال اهل ایران است.
از باشگاه‌هایی که در آن بازی کرده‌است می‌توان به باشگاه فوتبال سایپا تهران، باشگاه فوتبال پیکان تهران، باشگاه فوتسال مس سونگون ورزقان و باشگاه فوتبال خیبر خرم‌آباد اشاره کرد.